# Paolo Antonio Ascierto
Paolo Antonio Ascierto (Solopaca, 8 novembre 1964) è un oncologo italiano.

## Biografia
Laureatosi nel 1990 in Medicina e Chirurgia presso la II Facoltà di Medicina e Chirurgia dell'Università degli Studi di Napoli Federico II, si specializza nel 1994 in oncologia.
La sua attività clinica e di ricerca è incentrata sulla prevenzione e cura del cancro, in particolare si occupa di melanoma e di immunoterapia dei tumori. Relativamente al suo livello accademico e di rilevanza nel mondo scientifico, basandosi sull'H-index viene considerato tra i migliori ricercatori italiani. Dal 2019 Paolo Ascierto occupa i vertici della classifica stilata da Expertscape che riconosce il suo impegno nella ricerca scientifica contro il melanoma.
È Direttore dell’Unità di Melanoma, Immunoterapia Oncologica e Terapie Innovative dell’Istituto nazionale per lo studio e la cura dei tumori - fondazione Giovanni Pascale di Napoli e presidente della Fondazione Melanoma, che sostiene progetti di ricerca e campagne di sensibilizzazione e informazione per i cittadini.
È fratello dell'ex deputato Filippo Ascierto.

### Attività e incarichi
- 1996-2007: Coordinatore del Melanoma Cooperative Group di Napoli
- 2001-2007: Membro del Comitato Scientifico dell'Istituto Nazionale Tumori di Napoli
- 2001-2004: Membro del Consiglio Direttivo dell'Intergruppo Melanoma Italiano (IMI)
- 2003: Presidente dell'Unità Interdipartimentale del Melanoma dell'Istituto Nazionale Tumori di Napoli
- 2004-2007: Presidente dell'Intergruppo Melanoma Italiano (IMI)
- 2006-2010: Membro dell'International Melanoma Working Group (IMWG)
- 2006-2012: Membro del Consiglio Direttivo del Network Italiano per le Bioterapie dei Tumori (NIBIT)
- 2007-2009: Membro della Commissione Tecnica Provinciale di Benevento per l'applicazione del Piano Ospedaliero Regionale
- 2007-2008: Componente della Commissione Oncologica Nazionale

Dal 2004 al 2007 ha ricoperto l'incarico di presidente dell'Intergruppo Melanoma Italiano (IMI), associazione No-Profit nata nel 1998. È ideatore e organizzatore di "Metti il Melanoma in Fuorigioco" (12 febbraio 2006 - 7 aprile 2007 - 13 aprile 2008), manifestazione di carattere nazionale ideata per sostenere la ricerca scientifica sul melanoma e promuoverne la prevenzione. Metti il Melanoma in Fuorigioco trova la collaborazione della Lega Calcio e della RAI, con il patrocinio dello stesso Segretariato Sociale della RAI.
Dal febbraio 2006 è stato componente della Commissione Nazionale “Tumori Cutanei” della Lega Italiana per la Lotta ai Tumori (LILT). Nel giugno del 2007 è stato nominato membro dell'International Melanoma Working Group, (IMWG) gruppo di studio internazionale sul melanoma. Nell'ottobre dello stesso anno, è nominato dal Ministero della Salute componente della commissione oncologica nazionale, équipe di esperti presieduta da Umberto Veronesi che lavora alla pianificazione e progettazione del piano oncologico nazionale.
Dal 2008 al 2011 è stato Direttore dell’Unità di Oncologia Medica e Terapie Innovative presso l’Istituto Nazionale Tumori IRCCS "Fondazione G. Pascale" di Napoli.
Dal 2010 è Presidente e socio fondatore della Fondazione Melanoma - ONLUS, nata nel medesimo anno (2010) grazie al sostegno di due istituzioni pubbliche: l’Istituto Tumori Pascale di Napoli e la Seconda Università degli Studi di Napoli.
Dal 2013 è Direttore dell’Unità di Melanoma, Immunoterapia Oncologica e Terapie Innovative dell’Istituto Nazionale Tumori IRCCS "Fondazione G. Pascale".
Dal 2014 presidente della Società Campana di ImmunoTerapia Oncologica (SCITO), dal 2016 membro del Board della Society of Melanoma Research (SMR), dal 2017 membro del Board del Cancer Development Drug Forum (CDDF) e del Board of Directors for the Society of ImmunoTherapy of Cancer (SITC).

## Attività clinica e ricerca

### Melanoma
Durante gli studi, Paolo Ascierto si appassiona all'oncologia e all'immunologia, scegliendo di focalizzare la propria attività di ricerca sul melanoma, un tipo di cancro della pelle piuttosto aggressivo e anche uno dei tumori maggiormente immunosensibili.
A partire dal 1996 è il coordinatore di un gruppo interdisciplinare di lavoro sul melanoma composto da tre unità complesse: l’immunologia clinica, la chirurgia e la divisione di medicina dell’Istituto Pascale di Napoli. Contemporaneamente inizia a occuparsi di prevenzione con la dermatoscopia.
In breve tempo il centro diventa un punto di riferimento a livello nazionale e internazionale.
Nel 2008 nasce l’unità medica dedicata al melanoma, che in soli 10 anni ha promosso 104 sperimentazioni cliniche sul melanoma a cui hanno partecipato oltre 3000 pazienti, con l’obiettivo di assicurare loro le migliori cure possibili, utilizzando le più aggiornate procedure diagnostiche e terapeutiche disponibili.
L’incidenza di questa neoplasia è cresciuta a un ritmo superiore a qualsiasi altro tipo di tumore, con un incremento di circa il 30% negli ultimi 10 anni.
L’importanza del paziente è un tema centrale per Paolo Ascierto; per queste ragioni, nell'anno 2010, si attiva attraverso la direzione e il coordinamento della Fondazione Melanoma – ONLUS, con l’obiettivo di favorire la prevenzione del melanoma, promuovendo sperimentazioni cliniche importanti a livello internazionale.
Il numero delle nuove diagnosi è raddoppiato negli ultimi 10 anni, dai 7.000 nuovi casi del 2007 ai 14.000 del 2017.
La causa sono i cattivi stili di vita, cioè l’esposizione solare nelle ore del giorno più calde, soprattutto alle lampade solari. E poiché sono soprattutto i giovani ad esporsi di più al sole e alle lampade solari, questo spiega il perché si sta avendo un abbassamento dell’età media di incidenza del melanoma.
Alla luce della crescente necessità di sensibilizzare e informare correttamente i cittadini, facendo prevenzione e dando supporto ai malati, collabora in qualità di Membro del Comitato Scientifico con A.I.Ma.Me – Associazione Italiana Malati di Melanoma, organizzazione senza scopo di lucro fondata nel febbraio 2015 dietro l’impulso di un piccolo gruppo di pazienti.
A livello internazionale è membro del Medical Advisory Board di Aim at melanoma foundation, la principale fondazione internazionale specializzata nelle cure per il melanoma.

### Immunoterapia
Paolo Ascierto è uno dei maggiori esperti di immunoterapia dei tumori a livello nazionale e internazionale; ha coordinato le prime sperimentazioni sul sistema immunitario cominciate oltre dodici anni fa. Dal 2006 a oggi all’Istituto Nazionale Tumori IRCCS "Fondazione G. Pascale" di Napoli sono stati trattati circa 2000 pazienti.
In virtù dei traguardi raggiunti in questo ambito, riceve il Premio Zanibelli come Personaggio dell’Anno 2018, per l’impegno a favore del miglioramento nell’erogazione delle prestazioni sanitarie assistenziali di cura dei pazienti oncologici e l’impegno nella ricerca clinica a favore della comprensione dei meccanismi genetici e biomolecolari della genesi, sviluppo e caratterizzazione dei tumori, con particolare attenzione di quelli cutanei, e della sperimentazione dei nuovi farmaci e terapie innovative immuno-oncologiche.
È proprio alla luce delle sperimentazioni condotte sull’immunoterapia, che l’aspettativa di vita dei malati affetti da melanoma è aumentata in modo importante.
Come spiega Paolo Ascierto:
“Si tratta di un tipo di neoplasia relativamente facile da analizzare, grazie a una biopsia cutanea. Abbiamo potuto studiarne a fondo le caratteristiche immunologiche e, proprio nel melanoma, sono stati individuati per la prima volta gli antigeni, cioè i bersagli della risposta immunologica presenti sulle cellule tumorali”.
Nel 2011 solo 1 paziente su 4 con melanoma avanzato era ancora vivo dopo un anno dalla diagnosi, oggi oltre la metà dei pazienti che avevano una prognosi sfavorevole supera i due anni e il 20% delle persone colpite dalla malattia in fase metastatica è vivo a 10 anni dalla diagnosi.

## Opere pubblicate
- Francesco M. Marincola, Paolo A. Ascierto, John M. Kirkwood, Emerging Therapeutics for Melanoma, Future Medicine Ltd, London, 2012, ISBN 978-1-78084-032-1.
- Paolo A. Ascierto, David F. Stroncek, Ena Wang, Developments in T Cell Based Cancer Immunotherapies, Springer, 2015, ISBN 978-3-319-21167-1.
- Paolo A. Ascierto, The treatment of melanoma, Ed. Minerva Medica, Torino, 2019.
- Paolo A. Ascierto, Principles for next generation anti-cancer immunotherapy, Ed. Minerva Medica, Torino, 2020, ISBN 978-8855320290.
- Paolo A. Ascierto, The treatment of melanoma, Ed. Minerva Medica, Torino, 2021, ISBN 978-8855321099.
- Paolo A. Ascierto, Iwona Lugowska, Ruth Plummer, Melanoma & Other Skin Cancers: Essentials For Clinicians. 2021, European Society for Medical Oncology, 2021.

## Autore di linee guida e raccomandazioni
- Alleanza Contro il Cancro. Basi scientifiche per la definizione di linee-guida in ambito clinico per il Melanoma cutaneo. Febbraio 2012. Alleanza Contro il Cancro – ACC.
- Linee guida dell’oncologia italiana. Melanoma. Associazione Italiana di Oncologia Medica (AIOM) 2012-2013-2014-2015-2016-2017-2018-2019-2020-2021.
- Stefania Gori, Paolo A. Ascierto, Massimo Barberis, Gerardo Botti, Piergiacomo Calzavara-Pinton, Ettore D. Capoluongo, Vanna Chiarion-Sileni, Gabriella Farina, Antonio Marchetti, Daniela Massi, Alessandro M. Minisini, Fabrizio Nicolis, Giuseppe Palmieri, Elisabetta Pennacchioli, Paola Queirolo, Antonio Russo, Vincenzo Russo, Francesco Spagnolo. “Raccomandazioni per la determinazione dello stato mutazionale di BRAF nel Melanoma”. Gruppo di lavoro AIOM-SIAPEC, Giugno 2019.
- Rahul Seth, Hans Messersmith, Varinder Kaur, John M. Kirkwood, Ragini Kudchadkar, Jennifer L. McQuade, Anthony Provenzano, Umang Swami, Jeffrey Weber, Hrishna C. Alluri, Sanjiv Agarwala, Paolo A. Ascierto, Michael B. Atkins, Nancy Davis, Marc S. Ernstoff, Mark B. Faries, Jason S. Gold, Samantha Guild, David E. Gyorki, Nikhil I. Khushalani, Michael O. Meyers, Caroline Robert, Mario Santinami, Amikar Sehdev, Vernon K. Sondak, Gilliosa Spurrier, Katy K. Tsai, Alexander van Akkooi, Pauline Funchain. “Systemic Therapy for Melanoma: ASCO Guideline”. Journal of Clinical Oncology, 2020 Nov 20;38(33):3947-3970. doi: 10.1200/JCO.20.00198. Epub 2020 Mar 31. PMID 32228358.
- Ulrich Keilholz, Paolo A. Ascierto, Reinhard Dummer, Caroline Robert, Paul Lorigan, Alexander C. J. van Akkooi, Ana M. Arance Fernandez, Christian U. Blank, Vanna Chiarion Sileni, Marco Donia, Mark B. Faries, Caroline Gaudy-Marqueste, Helen Gogas, Jean J. Grob, Matthias Guckenberger, John Haanen, Andrew J. Hayes, Christoph Hoeller, Celeste Lebbé, Iwona Lugowska, Mario Mandalà, Ivan Márquez-Rodas, Paul Nathan, Bart Neyns, Roger Olofsson Bagge, Susana Puig, Piotr Rutkowski, Bastian Schilling, Vernon K. Sondak, Hussein A. Tawbi, Alessandro Testori, Olivier Michielin “ESMO consensus conference recommendations on the management of metastatic melanoma: under the auspices of the ESMO Guidelines Committee” Ann Oncol. 2020 Nov;31(11):1435-1448. doi: 10.1016/j.annonc.2020.07.004. Epub 2020 Aug 4. PMID 32763453.
- Julie R Brahmer, Hamzah Abu-Sbeih, Paolo A. Ascierto, Jill Brufsky, Laura C. Cappelli, Frank B. Cortazar, David E. Gerber, Lamya Hamad, Eric Hansen, Douglas B Johnson, Mario E Lacouture, Gregory A Masters, Jarushka Naidoo, Michele Nanni, Miguel-Angel Perales, Igor Puzanov, Bianca D. Santomasso, Satish P. Shanbhag, Rajeev Sharma, Dimitra Skondra, Jeffrey A. Sosman, Michelle Turner, Marc S. Ernstoff. Society for Immunotherapy of Cancer (SITC)” Clinical practice guideline on immune checkpoint inhibitor-related adverse events.” J Immunother Cancer. 2021 Jun;9(6):e002435. doi: 10.1136/jitc-2021-002435. PMID 34172516; PMCID: PMC8237720.